# 1,2,4-Trioxane
Le 1,2,4-trioxane est un des deux isomères du trioxane. Il a pour formule brute C3H6O3 et consiste en un cycle à 6 atomes composé de trois groupes méthylène et de trois atomes d'oxygène. Les deux atomes d'oxygène consécutifs forment le groupe fonctionnel peroxyde et le méthylène encadré de deux éthers forme un acétal, l'un des deux atomes d'oxygène appartenant au groupe peroxyde.
Le 1,2,4-trioxane lui-même n'a pas encore été isolé ou caractérisé mais seulement étudié théoriquement. Cépendant, il constitue un élément structurel important de certains composés organiques plus complexes. Par exemple, l'artémisinine, un produit naturel isolé de l'armoise annuelle (Artemisia annua) et certains de ses dérivés semi-synthétiques sont des anti-paludéens importants. Des analogues complètement synthétiques, contenant aussi un cycle 1,2,4-trioxane présentent de possibles améliorations importantes par rapport aux artémisinines naturelles. Le groupe peroxyde du cœur 1,2,4-trioxane de l'artimisinine est clivé en présence du parasite de la malaria produisant un dérivé réactif de l'oxygène radicalaire qui endommage le parasite.